# Bahnschrift
Bahnschrift est une police de caractères sans empattement développée par Microsoft et distribuée avec Windows 10 depuis l’automne 2017. Elle est basée sur la norme allemande DIN 1451, qui est utilisée sur les panneaux de signalisation en Allemagne et en République tchèque.
C’est la première police à graisse ou largeur variable distribuée avec Windows, c’est-à-dire que certaines applications permettent à l’utilisateur de sélectionner n’importe quelle graisse ou largeur de caractère entre les graisses et largeurs nommées. De plus les différentes graisses utilisent le même espace horizontal, et donc le changement de graisse ne déplace pas le texte, mais réduit seulement l’espacement entre les lettres.